# Jennifer Dark
Jennifer Dark (Kolín, 18 agosto 1982) è un'attrice pornografica ceca.

## Biografia
Cresciuta a Praga, ha cominciato la carriera pornografica nel 2002, lavorando per Vivid, Hustler, Zero Tolerance, Pure Play Media, Wicked Pictures e New Sensations.
Ha un piercing all'ombelico, nel settembre del 2009 si è fatta aumentare il seno di una taglia.
Nel 2009 ha ricevuto una nomination all'AVN Award come Best Oral Sex Scene, e sia nel 2009 che nel 2010 ha ricevuto una nomination per Best All-Girl Group Sex Scene.